# Іос
Іос (грец. Ίος) — острів у Греції, розташований в південній частині Егейського моря. Належить до архіпелагу Кіклади. Острів розташований приблизно на півдорозі між островами Наксос і Санторіні. Довжина острова з півночі на південь близько 18 кілометрів, ширина — близько 10 кілометрів. Відстань від порту Пірей — 107 морських миль. Населення острова за переписом 2001 року становить 1838 осіб (значно скоротилося в порівнянні з 19 століттям, коли на острові жило близько 3500 осіб). На острові добре розвинений туризм.
Острів знаменитий тим, що тут, за повідомленням Геродота і Павсанія, помер Гомер.

## Визначні місця та дати
- Археолого-краєзнавчий музей у столиці Хору (Іос)
- Музей сучасного мистецтва в містечку Коліцані
- Церква Святої Ірини поблизу гавані
- Башта елліністичної епохи і руїни стародавнього водопровіду в містечку Агіа-Феодотія
- Руїни стародавнього храму в Псафі
- Напівзруйнована венеційська фортеця в місцевості Палеокастро
- Руїни башти елліністичної епохи в місцевості Плакото
- 24 червня — день Святого Івана Хрестителя. У цей день на острові досі зберігається звичай під назвою «Клідонас»: традиційні ворожіння в супроводі обрядових пісень і танців.